# Carlos Reutemann
Carlos Alberto Reutemann (Santa Fe, 12 de abril de 1942-Santa Fe, 7 de julio de 2021) fue un piloto de automovilismo y político argentino.
Reutemann fue piloto de Fórmula 1 desde 1972 hasta 1982, donde compitió para los equipos Brabham, Ferrari, Lotus y Williams. En su palmarés en la máxima categoría del automovilismo obtuvo doce victorias, 45 podios y seis pole positions en 144 carreras puntuables, además de dos triunfos y una pole en carreras fuera de campeonato. El piloto resultó tercero en los campeonatos 1975, 1978 y 1980. En 1981, habiendo superado a su compañero de equipo y primer piloto de Williams, Alan Jones, finalizó segundo en el Campeonato de Pilotos con una diferencia de solamente un punto con respecto al campeón, Nelson Piquet. Reutemann se retiró de la Fórmula 1 en 1982.
Por otra parte, finalizó tercero en las ediciones 1980 y 1985 del Rally de Argentina. Reutemann, Kimi Räikkönen y Robert Kubica son los únicos pilotos de Fórmula 1 que han conseguido sumar puntos en el Campeonato del Mundo de Rally. En 1990 recibió el Premio Konex de Platino como el mejor automovilista de la década en Argentina.
En 1991, paralelamente a sus actividades en el sector privado como productor agropecuario, Reutemann inició su actividad política en el Partido Justicialista de la mano del presidente Carlos Menem. Ese año fue elegido como gobernador de la provincia de Santa Fe. Posteriormente, ejerció como senador nacional (1995-1999) y fue elegido para un segundo mandato como gobernador (1999-2003). Regresó al Senado de la Nación, donde se desempeñó en tres mandatos consecutivos, desde 2003 hasta su muerte.

## Vida personal
Nació y se crio en el campo. Sus abuelos, Jakob Reutemann y Ana Kienast eran inmigrantes suizo-alemanes que recibieron una colonia de 31 hectáreas en San Carlos, Provincia de Santa Fe. En la misma, su padre Enrique Reutemann y su madre Flora Molina (inmigrante italiana) se dedicaron durante algún tiempo a las tareas agrícola ganaderas. Poco después se mudaron a Humboldt donde se dedicaron al tambo y a la cría de vacas de raza holando argentina. En esos primeros años se aficionó a los animales y de ahí le vino el apodo Lole, porque a menudo decía que iba a ver a «lolechone» («los lechones»). Pero más le apasionaban los vehículos de trabajo llegando, ya a los 7 años a manejar un viejo Ford A modelo 1929 de la familia. Para los 11 años, junto a su hermano Enrique habían construido una pista en el campo y la recorrían con un Rastrojero de la familia tratando de bajar los tiempos. Iba a caballo o en bicicleta al colegio rural Simón de Iriondo, aledaño a una estación de trenes y distante 6 kilómetros de su campo. Al finalizar la educación primaria, los dos hermanos Reutemann ingresaron como pupilos en el Colegio Inmaculada Concepción de Santa Fe, de la Compañía de Jesús. Siempre valoraría esa educación jesuita como la que le dio el espíritu de disciplina, sacrificio y austeridad que le permitiría los mejores resultados tanto en el automovilismo como en la política.
En 1968 se casó con su novia de la adolescencia, María Noemí Claudia Bobbio Orellano, conocida como Mimicha, hija de la familia propietaria en esa época de Canal 13 de Santa Fe de la Vera Cruz. Con ella se radicaron en Londres para dedicarse a la carrera automovilística de Reutemann tal como la venía planeando, ya con el objetivo de llegar a la Fórmula 1. En Londres nació su primera hija, Cora (madre de su único nieto, Santiago Bautista Diez Reutemann), mientras que en 1973 nació la segunda, Mariana.

## Carrera deportiva

### Comienzos
Desde el momento en que terminó sus estudios secundarios y volvió a trabajar al campo, comenzó a participar de manera amateur en “picadas” (carreras de aceleración de poca distancia, muy frecuentes en los pueblos del interior de la República Argentina).
Tuvo su debut en automovilismo el 30 de mayo de 1965, en una carrera de Turismo Mejorado en la ciudad de La Cumbre (Córdoba) a bordo de un Fiat 1500. En esa primera carrera abandonó, pero en la segunda, desarrollada el 11 de julio de ese mismo año, en Villa Carlos Paz (Córdoba) a bordo del mismo auto, obtuvo su primera victoria. Al año siguiente sería campeón de la categoría y repetiría en 1967
Tras este promisorio comienzo, Reutemann se propuso la meta, ambiciosa, de correr en Fórmula 1. Para desarrollar las habilidades conductivas que le exigían los monoplazas comenzó a competir en Sport Prototipos en su país, y en la Fórmula 1 Mecánica Argentina, participando en la serie internacional reservada para coches de Fórmula 2 desarrollada en noviembre-diciembre de 1968 en la Argentina. Pero al mismo tiempo, le escribió al quíntuple campeón de Turismo Carretera (la categoría más popular en Argentina por la época) Oscar Gálvez, quien era además director de la Escudería Ford. Reutemann se autonominó como piloto para un Ford Falcon oficial. Más adelante declararía que lo hizo con la mira fija en Europa. Tanto la Fórmula 1 como el Sport Prototipo europeo de la época estaban dominados por motores Ford (Cosworth en el caso de la F1 y GT 40 en los SP), por lo que deseaba familiarizarse con motores de esa marca. Fue en ese momento cuando, persiguiendo su sueño, su fue junto a su flamante esposa a Londres. Para tomar esta decisión debió renunciar a sus pretensiones económicas. En una entrevista posterior, declaró que en ese momento los pilotos de Turismo Carretera en Argentina ganaban por mes lo que él ganaba por todo un año en Europa.
Poco tiempo después, su sueño fue apoyado por el Comodoro Ernesto Baca, presidente del Automóvil Club Argentino. El organismo rector del Automovilismo en la Argentina lanzó todo un proyecto institucional que contó con el decidido apoyo de la Secretaría de Estado de Promoción y Asistencia a la Comunidad (SEPAC), un organismo que se había creado en la órbita del Ministerio de Bienestar Social del gobierno militar del general Juan Carlos Onganía, a instancias del ministro Carlos Consigli. El objetivo principal declarado era llegar a tener un piloto argentino compitiendo en Fórmula 1 y para ello, como instancia previa, se preparó y financió un equipo enteramente argentino para participar en el Campeonato Europeo de Fórmula 2. En el camino, el SEPAC pretendía promocionar a empresas argentinas como YPF y, de paso, fomentar a la Argentina como destino turístico entre ciudadanos europeos que quizás tuvieran poca información sobre el país. Para eso se compraron dos chasis Brabham (el Estado argentino pagó 2.500 libras esterlinas por cada uno de ellos) junto a seis motores Ford Cosworth de los que se usaban en esa categoría. Algunas fuentes protegidas por derechos de autor mencionan también “35 neumáticos Firestone y un camión para transportar equipamiento y personal”, e incluso otras dan mayores precisiones, como que el transporte en cuestión no habría sido un camión sino un motorhome (incluso hay fotos) y los mecánicos serían dos y sus nombres serían Alberto Pilotto y Mario Quaglia. pero es difícil corroborar esta afirmación por otros medios no alcanzados por derechos de autor. Sí es indudable que los vehículos estuvieron, compitieron, que llevaban los colores blanco y amarillo (al igual que el motorhome) y que el equipo, llamado “Misión Argentina” era coordinado por Héctor Staffa, mientras que los autos eran conducidos por Carlos Reutemann y Benedicto Caldarella. Reutemann disfrutó en esa primera temporada del hecho de competir de igual a igual con algunos de sus ídolos, como Jochen Rindt, Emerson Fittipaldi, Clay Regazzoni y Ronnie Peterson.
Al siguiente año el equipo Misión Argentina volvió a competir, ya con el nombre ACA-SEPAC. Caldarella fue reemplazado por Carlos Ruesch, pero Reutemann volvió a ser el primer piloto y llegó a obtener el subcampeonato detrás de Ronnie Peterson, tras haber obtenido un récord increíble: un triunfo y seis podios. corrió 23 carreras. en 22 de ellas llegó a la meta y en 15 de esas 22, estuvo entre los mejores 10 puestos, en 6 de ellas estuvo en el podio (3 mejores) y en una de ellas (en el circuito pirenaico francés de Albi) salió primero.
Esto le valió una invitación a participar en la carrera de Brands Hatch de Fórmula 1 a fines de ese año (donde se accidentara fatalmente el suizo Jo Siffert) sin puntos para el campeonato, y la contratación para 1972 como segundo piloto de Brabham junto a Graham Hill.

### Campeonato Mundial de Sport Prototipos
En el Campeonato Mundial de Sport Prototipos compitió en 1971 en los 1000 km de Buenos Aires, compartiendo un Porsche 917K con Emerson Fittipaldi y logrando la decimoséptima posición.
En 1973 compitió para la Scuderia Ferrari a bordo de la Ferrari 312 PB haciendo pareja con Tim Schenken. Corrió cuatro carreras en esa temporada, obteniendo el segundo puesto en las 6 Horas de Vallelunga y Los 1000 km de Monza, con abandonos en las 24 Horas de Le Mans por rotura de una biela cuando el binomio Reutemann-Schenken se encontraba en la punta luego de 12 horas de carrera, y en las 6 Horas de Watkins Glen.
En 1974, pasó a Alfa Romeo y corrió las 4 carreras que su actividad de Fórmula 1 le permite participar, su compañero fue el alemán Rolf Stommelen. A bordo de un Alfa Romeo T33/TT/12 la pareja Reutemann-Stommelen obtuvo esa temporada el segundo puesto en las competencias de 1000 km de Nürburgring y en las 6 Horas de Imola, y pero abandonó en los 1000 km de Zeltweg y las 6 Horas de Watkins Glen.
Carlos Reutemann es el único piloto de la historia en obtener podios en los mundiales de Sport Prototipos, de Fórmula 1 y de Rally.

### Fórmula 1
En 1971, Reutemann había participado del Gran Premio de Argentina de Fórmula 1 no puntuable, en el Autódromo de la Ciudad de Buenos Aires, ubicándose tercero al comando de un McLaren de la Ecurie Bonnier.

#### Brabham (1972-1976)
Su debut oficial fue en el Gran Premio de Argentina de 1972, donde obtuvo la pole position delante del campeón Jackie Stewart, finalizando séptimo en dicha competencia. Su primer triunfo en F1 tuvo lugar al poco tiempo en Brasil (competencia sin puntos). En abril a lo que sobrevendría un serio accidente en las prácticas de la carrera de Fórmula 2 en el circuito de Thruxton, que lo mantuvo alejado de las pistas durante dos meses. En el Gran Premio de Canadá finalizó cuarto, sumando sus primeros puntos para el Campeonato de Pilotos. Brabham volvió a confiar en los servicios del argentino para la temporada 1973. Obtuvo dos terceros puestos en Francia y los Estados Unidos, y puntuó en seis carreras, finalizando séptimo en la tabla general. El piloto obtuvo su primer triunfo en 1974 en Kyalami, al cual seguirían los de Austria y los Estados Unidos con el modelo BT44, y terminó sexto en el campeonato. En 1975, obtuvo una victoria en el difícil trazado de Nürburgring (Alemania), y totalizó seis podios para acabar tercero en el campeonato. Al año siguiente la baja confiabilidad del motor Alfa Romeo no le permitió obtener buenas resultados, acumulando numerosos abandonos. Decepcionado, Reutemann inició charlas con la Scuderia Ferrari para la temporada siguiente.

#### Ferrari (1976-1978)
Ferrari decidió contratar a Reutemann para completar la temporada tras el accidente de Niki Lauda en Alemania, pero Lauda se recuperó y se reintegró al equipo para el Gran Premio de Italia en Monza. Reutemann debió contentarse con pilotar un tercer automóvil y luego esperar al comienzo de 1977.

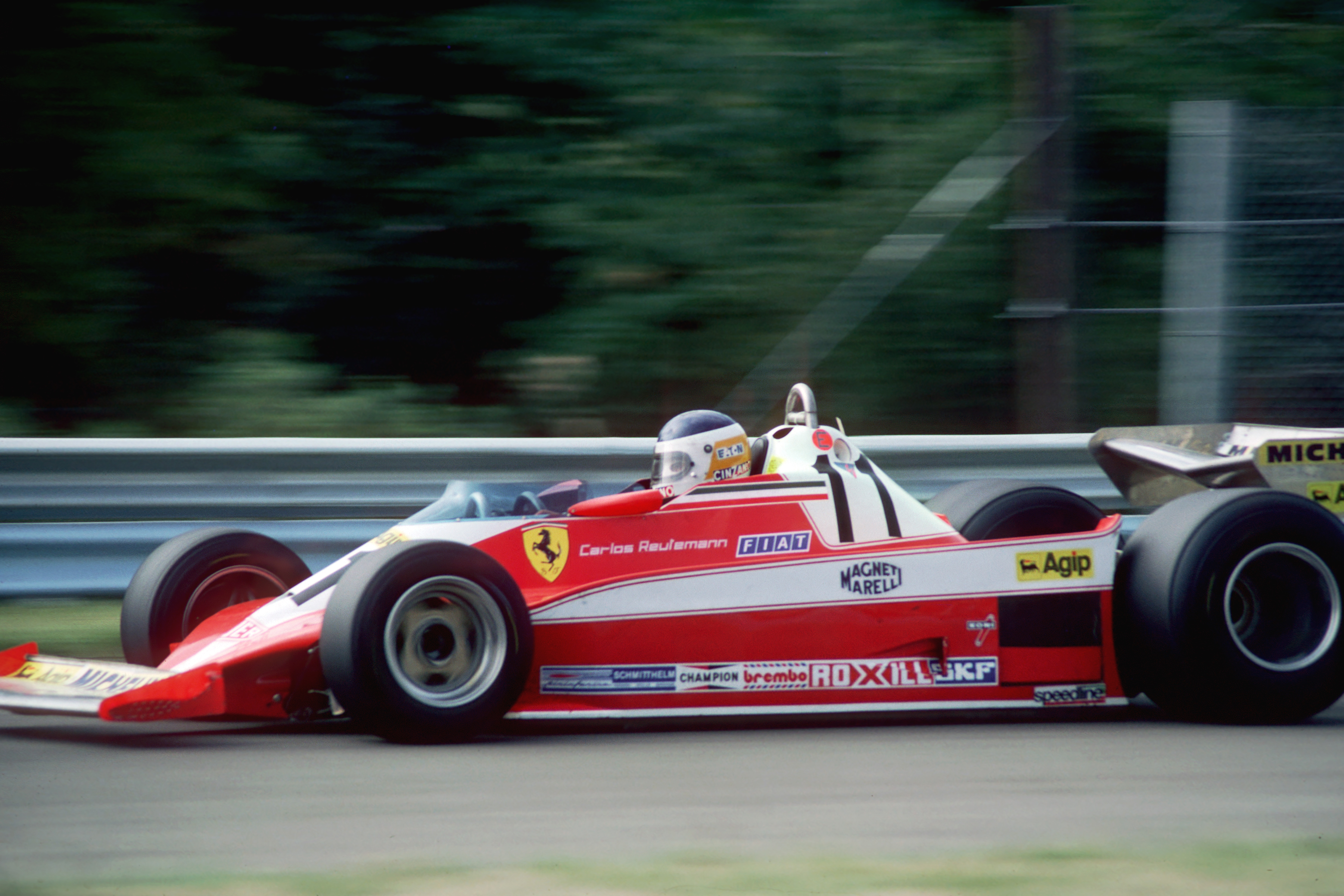
Corriendo su Ferrari 312T3, Reutemann ganó el GP de Estados Unidos en el circuito Watkins Glen.

Ferrari confirmó a Lauda y a Reutemann como sus pilotos oficiales, lo que provocó el alejamiento del volante suizo Clay Regazzoni. Ese año Reutemann obtuvo un triunfo en Interlagos (Brasil) y finalizó cuarto en el campeonato, que se adjudica nuevamente su compañero de equipo. En 1978, Lauda se alejó de Ferrari y Reutemann fue confirmado como primer piloto del equipo, con el canadiense Gilles Villeneuve como compañero. Ese año Reutemann obtuvo una victoria en Brasil con el viejo modelo T2 y tres más (Long Beach, Brands Hatch y Watkins Glen) con el nuevo modelo T3. Pese a esas victorias,poco pudo hacer para desafiar a los técnicamente superiores Lotus de Mario Andretti, campeón de ese año, y de Ronnie Peterson.

#### Lotus (1979)
Luego de un año de desavenencias con la cúpula técnica de Ferrari, Reutemann decidió aceptar una oferta para unirse a Lotus, los ganadores absolutos del año anterior, y reemplazar al sueco Peterson, quien había fallecido en un accidente en Monza. Se suponía que Lotus extendería su dominio técnico gracias al Lotus 80, un monoplaza de revolucionario diseño destinado a reemplazar al ya exitoso Lotus 79. Sin embargo, el nuevo vehículo mostró serias fallas desde el inicio que demoraron su debut hasta después de la mitad del campeonato y, aun así, su desempeño fue apenas discreto. Reutemann sumó puntos en seis de las primeras siete carreras pero en las ocho restantes no obtuvo puntos.

#### Williams (1980-1982)
Decepcionado con Lotus, Reutemann aceptó integrarse al promisorio equipo Williams para la temporada 1980. La función de Reutemann era apuntalar la candidatura al título de su compañero de equipo, el australiano Alan Jones. Sin embargo logró una meritoria victoria en el Gran Premio de Mónaco, bajo una persistente llovizna y corriendo con neumáticos para piso seco, logrando una ventaja de un minuto trece segundos con respecto al segundo clasificado Jacques Laffitte. Además finalizó segundo en Alemania y tercero en Bélgica, Gran Bretaña, Austria e Italia, de modo que se ubicó tercero en el Campeonato de Pilotos.
En la primera carrera de 1981, disputada en Long Beach, perdió el primer puesto a manos de Jones luego de realizar una maniobra fallida. Desde boxes, entonces el equipo le indicó que se abstuviera de atacar a su compañero de equipo y dejara que este se hiciera con la victoria. La segunda competencia se llevó a cabo en Brasil, bajo una lluvia torrencial. Reutemann tomó la delantera seguido a varios segundos de distancia por Jones. Desde boxes le indicaron nuevamente que debía ceder la punta al australiano, pero esta vez Reutemann desobedeció la orden del equipo y lideró la competencia hasta el final. Más tarde se refirió a este hecho con las siguientes palabras: "Claro que vi los carteles, vi las señales, lo vi todo. Pero también pensaba mientras veía todo eso que si yo hacía caso a los carteles, era mucho más digno volver al box, preparar el bolso y despedirme de las carreras. Dedicarme a otra cosa. Desobedecí. Y volvería a desobedecer si la circunstancia se repitiera. No tengo otra respuesta". La ausencia de Jones y de la totalidad de los mecánicos de Williams en los festejos de la carrera marcó el quiebre de la relación. Ese mismo año, Carlos Reutemann, el día viernes de pruebas de la competencia en el circuito de Zolder, atropelló accidentalmente en calle de boxes al mecánico Giovanni Amadeo, quien falleció el lunes siguiente de la competencia debido a una fractura de cráneo.

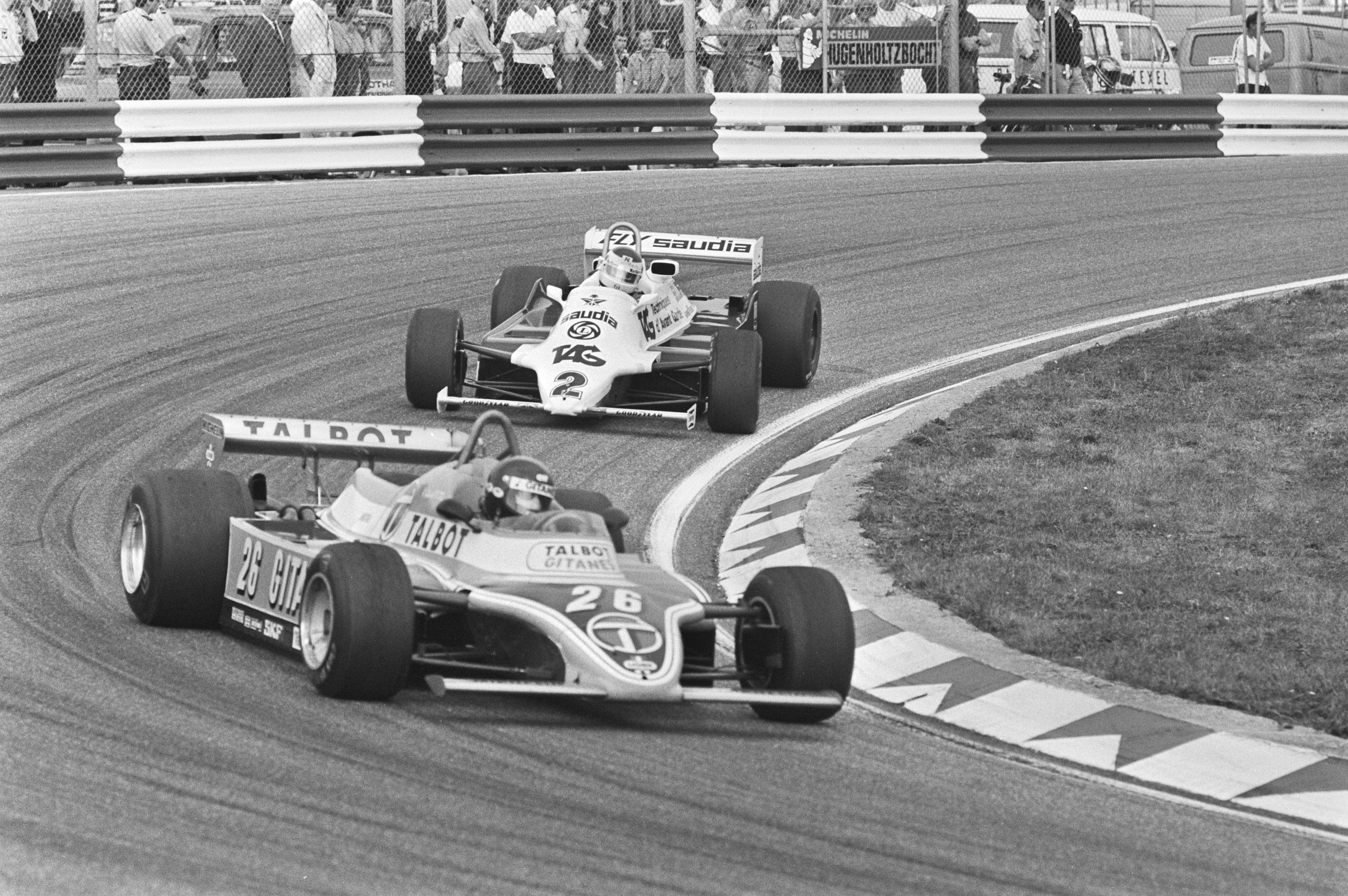
Reutemann detrás de Jacques Laffite en 1981.

Si bien Reutemann volvió a ganar en el Gran Premio de Bélgica, sus posibilidades se vieron comprometidas por la falta de apoyo del equipo. A esto se sumaba el espectacular ascenso del piloto brasileño Nelson Piquet a bordo de un Brabham cuyo sistema de suspensión activa estaba sospechado de ser ilegal. Reutemann también se vio perjudicado por la decisión de la FIA de anular los resultados del Gran Premio de Sudáfrica, que Reutemann se había adjudicado en forma holgada, a los efectos de superar un conflicto surgido entre la Federación y algunas escuderías de Fórmula 1 como Ferrari, que se negaron a participar de dicha prueba. Sus problemas continuaron con la polémica decisión de Williams de reemplazar a Michelin, como proveedor de neumáticos de la escudería, por Goodyear: el santafesino, a diferencia de Jones, se sentía más cómodo con los neumáticos radiales franceses, más blandos y rendidores que los neumáticos estadounidenses. En definitiva Reutemann, quien había obtenido 37 puntos en las primeras 7 competencias del campeonato frente a 24 de Jones y 22 de Piquet, solamente obtuvo 12 unidades en las 7 competencias siguientes, frente a 26 de Piquet y 13 de Jones.
El campeonato tuvo su definición en el Gran Premio de Las Vegas. Reutemann había arribado con un punto de ventaja sobre el brasileño Piquet y había marcado la pole position para la carrera. Pero, debido a un incidente en la clasificación con el propio Piquet, Reutemann tuvo que utilizar en carrera el monoplaza de reserva, de rendimiento inferior a la unidad con la que había conquistado la mejor posición de largada.
En la partida, Reutemann tomó la delantera pero de inmediato comenzó a sufrir problemas en la caja de cambios, siendo relegado a la quinta posición. Piquet marchaba detrás de él. El brasileño tenía fiebre y apenas podía concentrarse en el manejo de su vehículo pero, aun así, logró adjudicarse el campeonato por un solo punto. Años después Bernie Ecclestone reconoció en el cuarto capítulo de su documental Lucky (Afortunado), que en el Gran Premio de Las Vegas Reutemann fue deliberadamente perjudicado para que no saliera campeón del mundo, por lo que Cora Reutemann, hija del corredor, inició acciones legales para que Carlos Reutemann fuera reconocido como legítimo campeón mundial post mortem en la temporada 1981
Jones se había retirado y Reutemann fue confirmado como piloto, acompañado por el piloto finés Keke Rosberg. Luego de un luchado segundo puesto en el Gran Premio de Sudáfrica de 1982, se retiró tras la segunda carrera de la temporada, el Gran Premio de Brasil de 1982.
En esa temporada, los Renault experimentaron problemas de motor que afectaron decisivamente su rendimiento en la segunda mitad del torneo y Ferrari quedó atrapada en una profunda crisis motivada por la trágica muerte de Villeneuve y otro grave accidente que interrumpió definitivamente la carrera de su otro piloto, el francés Didier Pironi. El irregular campeonato de 1982 quedó finalmente en manos de Keke Rosberg, quien se coronó campeón tras ganar una sola competencia.
Consultado sobre si se arrepentía de aquella decisión, Reutemann respondió:

"Cuando pienso en eso recuerdo que, cuando era chico, tenía que ir a la escuela a caballo... y de ahí llegué a ser piloto de Fórmula 1. Ese placer no me lo va a quitar nadie".
[cita requerida]

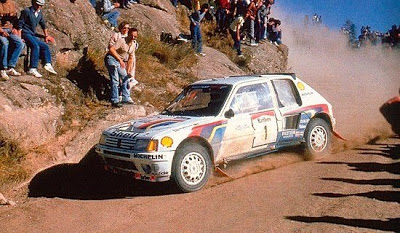
Reutemann en el Rally de Argentina de 1985.

El Gran Premio de Argentina no volvió a disputarse, desde ese 1982 hasta 1995. En ese momento, y como parte de los festejos, Reutemann fue invitado a dar una vuelta de exhibición con una Ferrari, recibiendo una ovación por parte de los 60.000 asistentes.

### Rally
Reutemann disputó el Rally Codasur de 1980 en un Fiat 131 Abarth, puntuable para el Campeonato Mundial de Rally, donde resultó tercero absoluto. En 1985, el argentino volvió a correr la prueba, en este caso con un Peugeot 205 Turbo 16, y terminó nuevamente tercero. Fue el primer piloto en puntuar en el Campeonato Mundial de Fórmula 1 y el Campeonato Mundial de Rally. El segundo piloto en lograrlo fue Kimi Räikkönen en 2010 quien alcanzó un quinto lugar como mejor resultado.

## Vida posterior a la Fórmula 1
Tras abandonar la competencia se volvió a Santa Fe. A su antiguo establecimiento rural ya le había agregado más superficie, que había comprado con el dinero ganado en la Fórmula 1. Volvió con su familia, pero al poco tiempo tuvo una separación. Su esposa y sus hijas volvieron a vivir a Europa, primero en su antigua residencia de Saint-Jean-Cap-Ferrat, en la Costa Azul, después en Niza y finalmente en Mónaco. Reutemann continuó viviendo solo y siempre dedicado al deporte. Se lo veía correr o hacer gimnasia en la costanera santafesina y también le gustaba navegar y practicar windsurf. Se lo vinculó sentimentalmente a distintas mujeres hasta que en 2006 se casó con Verónica Ghio.

## Trayectoria política

### Gobernador de Santa Fe (1991-1995, 1999-2003)
Inició su actividad política en el Partido Justicialista, por invitación de su amigo, el entonces presidente de la Nación Carlos Saúl Menem. Por su insistencia, en 1990 se afilió al Partido Justicialista en Anillaco, pueblo del entonces presidente. Reutemann firmó la ficha de afiliación con la lapicera que le había regalado Perón después del Gran Premio de Argentina de 1974.
En 1991, luego del respaldo de intendentes del partido provincial gana la interna partidaria para candidato a gobernador y la elección general.
Fue elegido gobernador de la provincia de Santa Fe para el período 1991–1995. El 11 de diciembre de 1991 el gobernador Víctor Reviglio le entrega el bastón y la banda al nuevo gobernador de Santa Fe, Carlos Reutemann.
En 1994 fue elegido convencional constituyente para la reforma de la Constitución Nacional. Al finalizar su gestión en la primera magistratura de la provincia fue electo senador de la Nación por primera vez, por el período 1995–2001, pero en 1999 dejó su banca en el Congreso Nacional tras haber triunfado en las elecciones provinciales para gobernador de Santa Fe, donde cumplió su segundo mandato constitucional entre 1999 y 2003. Antes de vencido el período, en 2002, el entonces presidente Eduardo Duhalde, quien ya había desistido de presentarse por un nuevo período, lo propuso como candidato a la presidencia, basándose en encuestas que le daban un alto porcentaje de imagen positiva. Reutemann estuvo en una reunión pero se rehusó, prefiriendo ir por la gobernación.
 Durante su mandato comenzaron los trabajos para recuperar el puente colgante de Santa Fe respetar en gran parte la estructura original de la década del 20. 
El puente, una vez reconstruido, preservó los elementos originales, integrándolos a los nuevos y contrastándolos, sin romper la unidad visual de la obra. Este nuevo puente conserva la antena oeste original, armada en el año 1924.

### Senador de la Nación (2003-2021)
El 7 de septiembre de 2003 fue nuevamente electo para ocupar un escaño en la Cámara Alta, el cual asumió el 10 de diciembre de ese mismo año con mandato hasta el 10 de diciembre de 2009. El 17 de julio de 2008, cuando se votó el proyecto de retenciones móviles agrarias que fue desempatado por el vicepresidente de la Nación, Julio Cobos, el senador Reutemann presentó un proyecto alternativo con dictamen de minoría de la Comisión de Agricultura y Ganadería. Reutemann fue identificado como una de las figuras claves de lo que se llamó el “Peronismo Federal”, un grupo de altos dirigentes justicialistas que, sin renegar del peronismo, intentaban desde el mismo partido hacer oposición a los gobiernos kirchneristas. Tras las elecciones legislativas de medio término de 2009, comenzó a instalarse en los medios la posibilidad de que Reutemann fuera candidato por ese sector para la presidencia de la República en 2011.
Al igual que en 2003, Reutemann declinó la propuesta sin dar mayores explicaciones (el periodista Jorge Asís llegaría a insinuar, sin citar otras fuentes, que Reutemann había sido objeto de una extorsión.
En las elecciones legislativas del 28 de junio de 2009, fue elegido nuevamente como senador de la Nación por la provincia de Santa Fe, con mandato hasta 2015. A principios de 2015, forma una alianza con Propuesta Republicana, apoyando la candidatura de Mauricio Macri en las elecciones presidenciales de ese año. Ese mismo año fue reelegido senador por Cambiemos con mandato hasta 2021.
Desde 2015, Reutemann continuó conformando el bloque Santa Fe Federal. En 2016 se le diagnosticó un cáncer de hígado por lo que se sometió a una extensa cirugía en New York. A partir de ahí, complicaciones postoperatorias y una afección biliar lo mantuvieron alejado de sus funciones de senador. Sí quiso estar presente en 2018, cuando votó en contra del proyecto de Ley de Interrupción Voluntaria del Embarazo. Tal como lo había anticipado al portal de noticias Infobae, votó en contra, manifestando: "Siempre tuve la misma decisión, no varié ni un milímetro. Tengo una formación muy católica y para mí la vida es desde la concepción". Su hija Cora, por esa época, tenía una activa participación en redes sociales como militante provida.
Durante su gestión, se destacaron obras como la recuperación del Puente Carretero de Santa Fe, priorizando la estructura original, y la construcción de viviendas. También se impulsaron políticas de desarrollo productivo y obras viales. 

### Denuncias
Patricia Isasa, ex secuestrada en tres campos de concentración de Santa Fe, presentó una denuncia contra Reutemann en 2010 por un decreto de enero de 1992 en el que se disponía la destrucción de los partes de la ex Dirección General de Informaciones por supuesta destrucción de pruebas. La denuncia fue prontamente archivada por el fiscal y no llegó a tener sentencia.
En agosto de 1997, Reutemann, el gobernador Jorge Obeid y el intendente Horacio Rosatti habían participado del acto inaugural de la defensa oeste de la ciudad. En 2004 Reutemann fue denunciado penalmente por su actuación al frente del gobierno de la provincia de Santa Fe durante las inundaciones de 2003. Reutemann se sometió al proceso, quedando pronto desvinculado de la causa por entender la fiscal que no existían elementos que permitieran hacer presumir su participación en los delitos investigados.
Paralelamente, un diputado provincial de nombre Marcelo Brignoni también denunció a Reutemann. En esta causa no llegó a haber ningún imputado, toda vez que el fiscal mandó a archivarla luego de que declarara el exministro de Gobierno Carranza y explicara cómo fueron imputados los fondos y los ajustes técnico contables que se realizaron para modificar las imputaciones. Tras esa resolución de la Justicia, en mayo de 2005, el mismo denunciante Brignoni declaró ante medios periodísticos que denunciaría al Ministro de Justicia de la Nación Horacio Rosatti, por supuestamente presionar a la Oficina Anticorrupción, que dependía de su cartera, para que se archivara la investigación contra el que había sido su jefe en el gobierno provincial, Carlos Reutemann. No existe ninguna constancia de que esta denuncia alguna vez se haya presentado, y Rossatti nunca fue imputado por este supuesto hecho.

## Fallecimiento
Carlos Reutemann falleció el 7 de julio de 2021, tras estar varias semanas internado. Fue ingresado al hospital el 30 de mayo y permanecía en unidad de terapia intensiva desde el 21 de junio. Previamente había permanecido 17 días hospitalizado por un cuadro de anemia y deshidratación, pero su estado se fue deteriorando por sangrados digestivos y desmejora de su función renal.

## Resumen de carrera
| Temporada | Categoría                         | Equipo                       | Carreras | Victorias | Poles | VR | Podios | Puntos | Pos. |
| --------- | --------------------------------- | ---------------------------- | -------- | --------- | ----- | -- | ------ | ------ | ---- |
| 1966      | Fórmula 1 Mecánica Argentina      | —                            | 1        | 0         | 0     | 0  | 0      | 6      | 15.º |
| 1967      | Fórmula 1 Mecánica Argentina      | Grossi                       | 3        | 0         | 0     | 0  | 0      | 3      | 19.º |
| 1968      | Turismo Carretera                 | —                            | 7        | 0         | 0     | 0  | 0      | ?      | ?    |
| 1969      | Turismo Carretera                 | Ford Motor Argentina         | 5        | 0         | 0     | 0  | 1      | 2      | 16.º |
| 1969      | Fórmula 1 Mecánica Argentina      | ACA                          | 2        | 0         | 0     | 0  | 1      | ?      | ?    |
| 1970      | Campeonato Europeo de Fórmula Dos | Automóvil Club Argentino     | 7        | 0         | 0     | 0  | 0      | 3      | 13.º |
| 1971      | Campeonato Europeo de Fórmula Dos | Automóvil Club Argentino     | 11       | 0         | 1     | 1  | 6      | 38     | 2.º  |
| 1972      | Fórmula 1                         | Motor Racing Developments    | 10       | 0         | 1     | 0  | 0      | 3      | 16.º |
| 1972      | Campeonato Europeo de Fórmula Dos | Motul Rondel Racing          | 10       | 0         | 0     | 0  | 4      | 26     | 4.º  |
| 1973      | Fórmula 1                         | Motor Racing Developments    | 15       | 0         | 0     | 0  | 2      | 16     | 7.º  |
| 1973      | 24 Horas de Le Mans               | SpA Ferrari SEFAC            | 1        | 0         | 0     | 0  | 0      | N/A    | DNF  |
| 1974      | Fórmula 1                         | Motor Racing Developments    | 15       | 3         | 1     | 1  | 4      | 32     | 6.º  |
| 1975      | Fórmula 1                         | Martini Racing               | 14       | 1         | 0     | 0  | 6      | 37     | 3.º  |
| 1976      | Fórmula 1                         | Martini Racing               | 12       | 0         | 0     | 0  | 0      | 3      | 16.º |
| 1976      | Fórmula 1                         | Scuderia Ferrari             | 1        | 0         | 0     | 0  | 0      | 3      | 16.º |
| 1977      | Fórmula 1                         | Scuderia Ferrari             | 17       | 1         | 0     | 0  | 6      | 42     | 4.º  |
| 1978      | Fórmula 1                         | Scuderia Ferrari             | 16       | 4         | 2     | 2  | 7      | 48     | 3.º  |
| 1979      | Fórmula 1                         | Martini Racing Team Lotus    | 15       | 0         | 0     | 0  | 4      | 20     | 7.º  |
| 1979      | BMW M1 Procar Championship        | BMW Motorsport               | 1        | 0         | 0     | 0  | 0      | 3      | 25.º |
| 1980      | Fórmula 1                         | Albilad-Williams Racing Team | 14       | 1         | 0     | 1  | 8      | 42     | 3.º  |
| 1980      | BMW M1 Procar Championship        | BMW Motorsport               | 8        | 1         | 0     | 0  | 2      | 64     | 5.º  |
| 1980      | Campeonato Mundial de Rally       | Fiat Italia                  | 1        | 0         | 0     | 0  | 1      | 12     | 21.º |
| 1981      | Fórmula 1                         | Albilad-Williams Racing Team | 6        | 2         | 1     | 1  | 5      | 49     | 2.º  |
| 1981      | Fórmula 1                         | TAG Williams Team            | 9        | 0         | 1     | 1  | 2      | 49     | 2.º  |
| 1982      | Fórmula 1                         | TAG Williams Team            | 2        | 0         | 0     | 0  | 1      | 6      | 15.º |
| 1985      | Campeonato Mundial de Rally       | Peugeot Talbot Sport         | 1        | 0         | 0     | 0  | 1      | 12     | 18.º |
| Fuente:   |                                   |                              |          |           |       |    |        |        |      |

## Resultados

### Fórmula 1
(Clave) (negrita indica pole position) (cursiva indica vuelta rápida)

| Año     | Escudería                    | 1       | 2       | 3       | 4       | 5       | 6       | 7       | 8       | 9       | 10      | 11      | 12      | 13      | 14      | 15      | 16      | 17    | Pos. | Puntos  |
| ------- | ---------------------------- | ------- | ------- | ------- | ------- | ------- | ------- | ------- | ------- | ------- | ------- | ------- | ------- | ------- | ------- | ------- | ------- | ----- | ---- | ------- |
| 1972    | Motor Racing Developments    | ARG 7   | RSA Ret | ESP     | MON     | BEL 13  | FRA 12  | GBR 8   | GER Ret | AUT Ret | ITA Ret | CAN 4   | USA Ret |         |         |         |         |       | 16.º | 3       |
| 1973    | Motor Racing Developments    | ARG Ret | BRA 11  | RSA 7   | ESP Ret | BEL Ret | MON Ret | SWE 4   | FRA 3   | GBR 6   | NED Ret | GER Ret | AUT 4   | ITA 6   | CAN 8   | USA 3   |         |       | 7.º  | 16      |
| 1974    | Motor Racing Developments    | ARG 7   | BRA 7   | RSA 1   | ESP Ret | BEL Ret | MON Ret | SWE Ret | NED 12  | FRA Ret | GBR 6   | GER 3   | AUT 1   | ITA Ret | CAN 9   | USA 1   |         |       | 6.º  | 32      |
| 1975    | Martini Racing               | ARG 3   | BRA 8   | RSA 2   | ESP 3~  | MON 9   | BEL 3   | SWE 2   | NED 4   | FRA 14  | GBR Ret | GER 1   | AUT 14~ | ITA 4   | USA Ret |         |         |       | 3.º  | 37      |
| 1976    | Martini Racing               | BRA 12  | RSA Ret | USW Ret | ESP 4   | BEL Ret | MON Ret | SWE Ret | FRA 11  | GBR Ret | GER Ret | AUT Ret | NED Ret |         |         |         |         |       | 16.º | 3       |
| 1976    | Scuderia Ferrari             |         |         |         |         |         |         |         |         |         |         |         |         | ITA 9   | CAN     | USA     | JPN     |       | 16.º | 3       |
| 1977    | Scuderia Ferrari             | ARG 3   | BRA 1   | RSA 8   | USW Ret | ESP 2   | MON 3   | BEL Ret | SWE 3   | FRA 6   | GBR 15  | GER 4   | AUT 4   | NED 6   | ITA Ret | USA 6   | CAN Ret | JPN 2 | 4.º  | 42      |
| 1978    | Scuderia Ferrari             | ARG 7   | BRA 1   | RSA Ret | USW 1   | MON 8   | BEL 3   | ESP Ret | SWE 10  | FRA 18  | GBR 1   | GER Ret | AUT DSQ | NED 7   | ITA 3   | USA 1   | CAN 3   |       | 3.º  | 48      |
| 1979    | Martini Racing Team Lotus    | ARG 2   | BRA 3   | RSA 5   | USW Ret | ESP 2   | BEL 4   | MON 3   | FRA 13  | GBR 8   | GER Ret | AUT Ret | NED Ret | ITA 7   | CAN Ret | USA Ret |         |       | 7.º  | 20 (25) |
| 1980    | Albilad-Williams Racing Team | ARG Ret | BRA Ret | RSA 5   | USW Ret | BEL 3   | MON 1   | FRA 6   | GBR 3   | GER 2   | AUT 3   | NED 4   | ITA 3   | CAN 2   | USA 2   |         |         |       | 3.º  | 42 (49) |
| 1981    | Albilad-Williams Racing Team | USW 2   | BRA 1   | ARG 2   | SMR 3   | BEL 1   | MON Ret |         |         |         |         |         |         |         |         |         |         |       | 2.º  | 49      |
| 1981    | TAG Williams Team            |         |         |         |         |         |         | ESP 4   | FRA 10  | GBR 2   | GER Ret | AUT 5   | NED Ret | ITA 3   | CAN 10  | LVG 8   |         |       | 2.º  | 49      |
| 1982    | TAG Williams Team            | RSA 2   | BRA Ret | USW     | SMR     | BEL     | MON     | USE     | CAN     | NED     | GBR     | FRA     | GER     | AUT     | SUI     | ITA     | LVG     |       | 15.º | 6       |
| Fuente: |                              |         |         |         |         |         |         |         |         |         |         |         |         |         |         |         |         |       |      |         |

### 24 Horas de Le Mans
| Año     | Equipo            | Copilotos    | Automóvil      | Clase | Vueltas | Pos. | Pos. Clase |
| ------- | ----------------- | ------------ | -------------- | ----- | ------- | ---- | ---------- |
| 1973    | SpA Ferrari SEFAC | Tim Schenken | Ferrari 312 PB | S 3.0 | 182     | DNF  | DNF        |
| Fuente: |                   |              |                |       |         |      |            |

### Campeonato Mundial de Rally
| Año     | Equipo               | Automóvil            | 1   | 2   | 3   | 4   | 5   | 6     | 7   | 8     | 9   | 10  | 11  | 12  | Pos. | Puntos |
| ------- | -------------------- | -------------------- | --- | --- | --- | --- | --- | ----- | --- | ----- | --- | --- | --- | --- | ---- | ------ |
| 1980    | Fiat Italia          | Fiat 131 Abarth      | MON | SWE | POR | SAF | GRE | ARG 3 | FIN | NZL   | SRE | COR | GBR | CDM | 21.º | 12     |
| 1985    | Peugeot Talbot Sport | Peugeot 205 Turbo 16 | MON | SWE | POR | SAF | COR | GRE   | NZL | ARG 3 | FIN | SRE | CDM | GBR | 18.º | 12     |
| Fuente: |                      |                      |     |     |     |     |     |       |     |       |     |     |     |     |      |        |